# جيمس براونينج
جيمس براونينج هو محامي وقاضي وسياسي أمريكي، ولد في 13 مارس 1850 في مقاطعة كلارك في الولايات المتحدة، وتوفي في 9 نوفمبر 1921 في أماريلو في الولايات المتحدة. نشط حزبياً في الحزب الديمقراطي. وقد انتخب عضو مجلس نواب تكساس ‏.